# أمير الصفار
أمير الصفار (مواليد ١٩٧٧ في شيكاغو، إلينوي) عازف ترومبيت ومغني جاز أمريكي. تجمع مؤلفاته بين موسيقى الجاز والموسيقى الكلاسيكية والموسيقى العربية التقليدية.

## الحياة والمهنة
وُلِد الصفار في شيكاغو، إلينوي، عام 1977. كانت والدته، روث أنتوني الصفار، أمريكية، باحثة في ثيربانتس ومحللة يونغية. والده، زهير الصفار، مهاجر عراقي وفيزيائي. درس الموسيقى الكلاسيكية في جامعة ديبول في شيكاغو. في عام 2001، فاز بمسابقة كارمين كاروسو لموسيقى الجاز ومسابقة نقابة البوق الدولية للارتجال في موسيقى الجاز. درس موسيقى المقام العراقي في بغداد وتعلم العزف على آلة عراقية، السنطور. بدأ في نسج الموسيقى العربية التقليدية في موسيقى الجاز الحديثة. في عام 2007، أصدر ألبومه الأول، نهرين، لشركة باي ريكوردينغز. للعام الدراسي 2020-2021، حصل على زمالة هودر في جامعة برينستون.
ابتكر الصفار تقنيات جديدة لعزف النغمات الدقيقة والزخارف الموسيقية المألوفة في الموسيقى العربية، والتي لا تُسمع عادةً على آلة الترومبيت. بصفته ملحنًا، استخدم الصفار النغمات الدقيقة الموجودة في موسيقى المقام لابتكار نهج فريد في التناغم واللحن.
في عام 2002، بدأ دراسة تقاليد تأليف الموسيقى المقامية في بغداد ولندن، على يد حامد السعدي، أحد أشهر مطربي المقام في العراق، وهو حاليًا عازف معترف به لتقاليد المقام العراقي الكلاسيكي. ينشط كمغني وعازف سنطور مع فرقته " صفافير"، الفرقة الوحيدة في الولايات المتحدة التي تقدم المقام العراقي بصيغته التقليدية.
في عام 2006، تلقى الصفار تكليفات من مركز Painted Bride للفنون في فيلادلفيا ومن مهرجان موسيقى البوق الجديدة (FONT)، لتأليف Two Rivers، وهي مجموعة تستحضر التقاليد الموسيقية العراقية وتؤطرها في إطار موسيقى الجاز الحديثة. ومنذ ذلك الحين، تلقى الصفار تكليفات من مؤسسة جيروم ومعهد الجاز في شيكاغو وموسيقى الحجرة الأمريكية واستمر في تطوير نهج فريد لدمج نغمات وإيقاعات الشرق الأوسط في سياق موسيقى الجاز الأمريكية، وأصدر ثلاثة ألبومات؛ Two Rivers (2006)، و Radif Suite (2010)، و Inana (2011) والتي نالت استحسان النقاد. كما قام أيضًا بتأليف موسيقى لمشاريع مسرحية وموسيقى تصويرية لأفلام، وظهر في فيلم جوناثان ديمي المرشح لجائزة الأوسكار، Rachel Getting Married.
كعازف مساعد، قام ElSaffar بالعزف مع Cecil Taylor وSimon Shaheen وRandy Brecker وMiya Masaoka وRudresh Mahanthappa وVijay Iyer وSamir Chatterjee.
بالإضافة إلى جدول أدائه المزدحم، يشرف الصفار على سلسلة حفلات موسيقية أسبوعية في ألوان للفنون، المركز الأول في نيويورك للفنون والثقافة الشرق أوسطية.

## ديسكوغرافيا
كقائد
- مقامات بغداد (2006)، صفافير
- نهرين ( Pi ، 2007)، فرقة نهرين
- جناح رديف (2009)، رباعية حافظ مديرزاده/أمير الصفار
- إنانا (2011)، فرقة نهرين
- الخيمياء (2013)، خماسي أمير الصفار
- أزمة (2015)، فرقة نهرين
- أنهار الصوت (2017) [ليس اثنان]
- الشاطئ الآخر (2021) (وأنهار الصوت) - كعازف مساعد
- تحية إلى إلينغتون (1999)، بقلم دانييل بارينبويم
- تصبحون على خير أوسلو (2009)، من إخراج روبين هيتشكوك

## روابط خارجية
- الموقع الرسمي
- سيرة
- مقابلة في برنامج الإذاعة الوطنية العامة الصباحية ، 7 يوليو 2006